# José Lezama Lima
Pour les articles homonymes, voir Lezama.
José Lezama Lima, né le 19 décembre 1910 à La Havane et mort le 9 août 1976  dans la même ville, est un écrivain cubain, romancier, poète et essayiste.

## Biographie
De père militaire, José Lezama Lima participa aux manifestations étudiantes contre la dictature de Gerardo Machado. Il obtint une licence en droit. À partir de 1929 et jusqu'à sa mort, il vécut dans une maison des vieux quartiers de la ville de La Havane, d'abord avec sa mère puis à la mort de celle-ci avec María Luisa Bautista, sa secrétaire, qu'il épousa bien qu'il fût homosexuel.
Il fonda plusieurs revues successives : Verbum en 1937, Espuela de Plata, de 1939 à 1941 et Nadie Parecía (1941). Il se fait connaître pour sa poésie précieuse et hermétique, proche de celle de Luis de Góngora ou de Stéphane Mallarmé.
Il fonda avec José Rodríguez Feo la revue Orígenes, un des périodiques les plus importants des années 1940. Il y publia les cinq premiers chapitres de son œuvre majeure, Paradiso.
Il reçut en 1972 le Prix Maldoror de poésie de Madrid, et en Italie le prix de la meilleure œuvre hispanoaméricaine traduite en italien, pour le roman Paradiso. Il ne quitta cependant Cuba que pour de brefs voyages au Mexique et à la Jamaïque, les autorités cubaines lui interdisant de quitter l'île pour des destinations lointaines.
Lezama Lima eut une grande influence sur les écrivains de langue espagnole, en particulier les Cubains Guillermo Cabrera Infante, Severo Sarduy et Reinaldo Arenas, mais aussi Octavio Paz, Julio Cortázar et Mario Vargas Llosa. Le pouvoir castriste, en revanche, condamna une œuvre dont l'esthétique n'avait aucune valeur politique pour le peuple, lors du Congrès sur l'instruction et la culture en 1971.
Lezama Lima mourut en 1976 des complications de l'asthme dont il souffrait depuis l'enfance.
Comme l'a écrit Rafael Fauquié (dans "Escribir la Extrañeza"), Lezama "est un écrivain à la parole gourmande, gonflée d'allusions aux plus extraordinaires phantasmes. Chez lui, le vocable s'enfonce, comme une grande cuillère, dans un bouillon qui contient toutes les saveurs, tous les savoirs, et  il réussit à en extraire des gorgées intimement mêlées, qui sont images, qui sont poésie. Lezama est un poète du sensuel; écrivain d'une parole qui est plaisir, qui est délice, qui est plénitude ". ("un escritor de palabra golosa, henchida de barruntos sobre las más extraordinarias imaginerías. En él, el vocablo se hunde, como inmenso cucharón, en un caldo que contiene todos los saberes y todos los sabores y logra extraer, inimaginablemente entremezclados, bocados que son imágenes, que son poesía. Lezama es un poeta de lo sensual; escritor de una palabra que es deleite, que es placer, que es plenitud.")
Un hommage est rendu à Lezama (23 ans après avoir été mis au pilori pour "activités contre-révolutionnaires") dans le film cubain Fraise et Chocolat (1993) : il est l'idole de Diego,  esthète et homosexuel, qui fera découvrir l'auteur de "Paradiso"  à David, membre des jeunesses communistes. Et David deviendra un homme après un grand repas à la Lezama...

## Œuvres
- Muerte de Narciso (poésie) 1937
- Coloquio con Juan Ramón Jiménez 1938
- Enemigo Rumor (poésie) 1941
- Aventuras Sigilosas (poème) 1945
- La Fijeza (poésie) 1949
- Arístides Fernández (essai) 1950
- Analecta del Reloj (essais) 1953
- La expresión americana (essai) 1969 ; L'Expression américaine, L'Harmattan, 2003.
- Tratados en La Habana (essai) 1958
- Dador (poésie) 1960 ; Dador, Flammarion, 1992.
- Antología de la poesía cubana 1965
- Órbita de Lezama Lima 1966
- Paradiso 1966 ; Paradiso : roman, Seuil, 1971, 1999.
- Los grandes todos (anthologie)
- Posible imagen de Lezama Lima 1969
- Esfera imagen. Sierpe de Don Luis de Góngora
- Las imágenes posibles (essai) 1970
- Poesía Completa 1970
- La cantidad hechizada (essai) 1970
- Introducción a los vasos órficos 1971 ; Introduction aux vases orphiques, Flammarion, 1992.
- Las eras imaginarias (essai) 1971
- Obras completas 1975
- Oppiano Licario, roman inachevé, paru de manière posthume en 1977
- Fragmentos a su imán (poésie) 1978
- Juego de las decapitaciones, nouvelles posthumes, Barcelone, 1982 ; Le Jeu des décapitations, Seuil, 1984, 1999.